# Sistema automático de tratamento de bagagens

## Objetivo
Esse artigo tem como objetivo dar uma informação geral sobre um sistema de tratamento de bagagens como se emprega atualmente nos grandes aeroportos  (Sistema, [2009?]).
Um sistema de tratamento de bagagens (STB) é um processo de automação industrial, fruto da engenharia de controle e automação. Como qualquer sistema de automação, ele é constituído de elementos sensores, elementos atuadores e sistemas de controle e supervisão.
Nos complexos aeroportuários de hoje, visto de um lado, o imenso número de passageiros que circulam diariamente, e de outro lado, a necessidade de se minimizar ao máximo o tempo de conexão entre voos, se adota, para o transporte de bagagens no interior dos terminais (passageiro à avião, avião à passageiro, avião à avião), um sistema de automação que garanta uma rápida transferência com um mínimo de perda (extravio) dos volumes transportados.

## Processo industrial STB
O processo industrial que envolve um STB é próximo daquele que se encontra nos centros de triagem dos correios ou ainda nos centros de expedição de mercadorias dos grandes distribuidores. É um processo industrial baseado em uma transferência de fluxo de um ponto A a um ponto B.
Esse processo industrial se executa sem transformação interna de produtos ou associação de um produto manufaturado (bagagem tratada) com outros produtos, limitando-se apenas à sua identificação, ao controle de segurança do conteúdo e ao transporte de cada item de bagagem tratado. As limitações que se impõe a cada item de bagagem tratado, diz respeito tão somente às suas dimensões externas, ao seu pêso e ao seu conteúdo.

## Composição de um STB
Em geral pode-se subdividir um STB em 6 zonas distintas:
- registro de bagagens (check-in): as bagagens são introduzidas no sistema pelo passageiro;
- controle de segurança (security): as bagagens passam por um controle de segurança em máquinas de raios-X do tipo EDS (explosive detection systems);
- triagem (sorting): as bagagens são despachadas em direção à zona de preparação referente ao voo para qual elas são destinadas;
- transferência de voos (transfer): as bagagens são introduzidas no sistema vindas de um outro voo;
- recepção de bagagens (claim): o passageiro recupera sua bagagem na sua chegada.
- preparação de containers (make-up): as bagagens são organizadas em conteiners do voo a que são destinadas.

É função do STB de articular as diferentes zonas acima, garantindo-se o fluxo de bagagens.

## Trajeto no interior do STB

### Registro de bagagens
Ao chegar ao terminal do aeroporto de partida, o passageiro apresenta-se ao balcão de embarque registrando-se no voo e obtendo o seu cartão de embarque.
Na mesma ocasião, para cada bagagem embarcada, uma etiqueta é emitida e presa à cada valise. Esta etiqueta possui um código de barras e um número de identificação que é único no sistema. A bagagem está portanto pronta para iniciar o seu trajeto no interior do STB, começando-se pela leitura da etiqueta por um scanner laser, do gênero encontrado em caixas de supermercado. Um dos primeiros sensores colocados logo após essa área de registro de bagagens é o équipamento dedicado à leitura da etiqueta possibilitando uma introdução lógica da bagagem no sistema de tratamento.
No caso em que a leitura da etiqueta presa na bagagem não tenha sido feita pelo scanner (etiqueta amassada ou mal posicionada, por exemplo), o volume é declarado não-lido e é assim transportado pelo sistema, até uma estação de identificação manual, onde um operador possa conciliar essa bagagem ao STB, reintroduzindo-a no circuito. Essa operação é em geral feita “em linha”, mantendo-se a cadência do fluxo do transporte.
A utilização do Sistema RFID vem substituir o sistema de código de barras. Este novo sistema apresenta grande eficiência na localização da bagagem.
A etiqueda RFID é colocada na bagagem à chegada ao aeroporto, caso esta se destine a ser transferida para outro voo. A utilização desta etiqueta em vez da etiqueta de código de barras, permite de forma mais eficiente assegurar que a bagagem é transferida para o voo correcto.
A etiqueta RFID só pode ser utilizada uma única vez, tal como no sistema de código de barras. É recomendado que a etiqueta seja retirada da bagagem após o voo, apesar de não haver qualquer problema no caso de não ser retirada.
O primeiro aeroporto no mundo a utilizar apenas o sistema RFID, sem o sistema de código de Barras para o processamento de bagagem, foi o Aeroporto de Lisboa.  (Para, [2009?]).

### Controle de segurança de bagagens
Uma vez identificada pelo sistema, e nos aeroportos onde a legislação local obriga o controle de segurança de todas as bagagens embarcadas, a bagagem é dirigida a um controle EDS (explosive detection system) que a visualiza por meio de raios X, e que, por programação computacional, marca os itens suspeitos, se for o caso, no interior do volume. A bagagem a qual, nem máquina, nem o operador humano observam qualquer item suspeito, entra no circuito de triagem.
No que tange o controle de segurança de bagagens, as legislações de certos países (europeus em particular) adotam um princípio de contrôle em 5 níveis.